# Lisístrata
Lisístrata (en grec àtic: Λυσιστράτη) és una comèdia escrita per Aristòfanes, el principal representant de la vella comèdia grega. Fou representada per primer cop a Atenes el 411 aC i tracta de l'extraordinària missió d'una dona per acabar la Guerra del Peloponnès, a partir de la batalla entre sexes.
Lisístrata ha tingut una idea genial per a acabar amb la guerra: convèncer la resta de dones gregues d'iniciar una vaga de sexe per tal de forçar els homes a negociar la pau. L'obra és notable per la seva exposició de les relacions sexuals en una societat masclista. Va ser estrenada el mateix any que les Tesmofòries, només dos anys després de la catastròfica derrota atenesa en l'expedició a Sicília, un dels episodis més tràgics de la guerra del Peloponnès.

## Dramatis personae
Els personatges que apareixen en l'obra són els següents:
- Lisístrata
- Calonice
- Mírrina
- Làmpito
- Cor de vells
- Cor de dones
- Magistrat
- Dones
- Cinèsias
- Fill de Cinèsias
- Herald espartà
- Ambaixadors espartans
- Un prità atenès
- Atenesos

## Argument
Lisístrata és una dona extraordinària amb un gran sentit de la responsabilitat individual. Ha convocat una reunió de les dones de diverses ciutats-estat gregues, però l’obra no explica com s'ho fa per aconseguir-ho. Amb el suport de Làmpito, una dona espartana, Lisístrata convenç les altres dones de negar-se a practicar sexe fins que no hi hagi una treva. Les dones són molt reticents, però el debat es tanca amb un solemne jurament al voltant d'un recipient amb vi: el jurament és llarg i detallat i amb aquest les dones renuncien als plaers sexuals.
Poc després d'acabar el jurament, se sent un crit de triomf des de l'acròpoli. Les dones d'Atenes, instigades per Lisístrata, han pres el control de la fortalesa on es guarda el tresor de l'estat, sense el qual els homes no poden continuar la guerra. Làmpito marxa a escampar la revolta i les altres dones tornen darrere les reixes de l'Acròpolis per esperar la resposta dels homes.
En la comèdia, un cor d'homes vells s'enfronta a les dones rebels amenaçant-les que si no obren la porta, incendiaran l'acròpoli. Carregats amb fustes pesants, incòmodes pel fum i sent tan vells, encara estaven fent preparacions per assaltar l'entrada, quan un cor de dones arriba portant aigua. Després d'un llarg estira-i-arronsa, l'aigua venç el foc i els homes vells queden desconcertats.
Llavors, arriba el magistrat desbarrant contra la naturalesa histèrica de les dones, la seva devoció pel vi i els cultes exòtics (com Sabasius o Dionís), però per sobre de tot culpa els homes per les poques provisions. Després, ordena als seus arquers que l'acompanyin a obrir la porta. Però són derrotats per grups de dones revoltades amb noms rebels (com σπερμαγοραιολεκιθολαχανοπώλιδες o σκοροδοπανδοκευτριαρτοπώλιδες). Lisístrata restableix l'ordre i permet que el magistrat li faci preguntes. Ella li explica com les dones pateixen la guerra, quan els homes prenen decisions estúpides que afecten tothom i en canvi, les seves opinions no són escoltades.
Lisístrata, finalment, li diu que des d'aquell mateix moment la guerra serà un assumpte de dones. Després, explica la llàstima que sent per les dones joves amb fills que esperen que els seus marits tornin de les campanyes militars. Quan el magistrat diu que els homes també es fan vells, ella li recorda que els homes es poden casar a qualsevol edat, mentre que les dones tenen poc de temps abans que siguin considerades massa velles. Seguidament, vesteix el magistrat de cadàver, amb garlandes i li adverteix que està mort. Escandalitzat per aquestes humiliacions, explica el seu incident als seus companys i Lisístrata, mentrestant, retorna cap a l'acròpoli. El debat continua entre el cor d'homes vells i el de les dones velles fins que Lisístrata torna a escena amb noves notícies: les seves companyes estan desesperades i comencen a abandonar amb excuses. Després de recuperar les seves companyes i restaurar la disciplina, Lisístrata retorna altra vegada a l'acròpoli per continuar esperant la rendició dels homes.
Al cap de poc, apareix un home, embogit per l'abstenció sexual. És Cinesies, el marit de Mirrine. Lisístrata li ensenya com torturar-lo i Mirrine, llavors, informa a Cinesies que no pot tenir relacions sexuals amb ell fins que la guerra no hagi acabat. Ell, ràpidament, accepta les seves condicions i la jove parella es prepara per tenir relacions en escena. Mirrine prepara el llit, després un matalàs, seguidament un coixí, un llençol i un flascó d'oli, exasperant el seu home amb retards per finalment tancant-se a l'acròpoli una altra vegada. El cor d'homes vells consola el noi jove amb una cançó de plany.
Aleshores, un herald espartà apareix amb una gran erecció i demana veure el consell per tal de trobar un acord de pau. El magistrat es riu de la situació vergonyosa de l'herald, però està d'acord que els pactes per a aconseguir la pau comencin. Marxen per trobar els delegats, i quan aquests ja han marxat les dones velles comencen a parlar sobre la pau i Lisístrata presenta als delegats d'Esparta i d'Atenes una bellíssima dona que es diu Reconciliació. Els delegats no poden treure els ulls de sobre a aquesta dona jove i preciosa; i mentrestant, Lisístrata renya les dues parts per errors passats. Els delegats es barallen breument sobre els termes de pau; però, amb la Reconciliació darrere seu, els provoca una excitació encara més gran, que fa que de seguida resolguin les seves diferències i es dirigeixin cap a l'acròpoli per dur-hi a terme les celebracions.
Segueix una cançó coral i, després d'una mica de diàleg còmic entre convidats del sopar beguts, tots retornen a escena per l'última ronda de cançons, els homes i les dones ballant tots junts.

## Traduccions al català
- Comèdies, vol. IV: Els ocells. Lisístrata. Traducció de Manuel Balasch. Barcelona: Fundació Bernat Metge, 1973.

- Lisístrata. Traducció de Joan Pagès Cebrián. Col·lecció dirigida per Joan Carbonell i Bàrbara Matas. La Magrana, 2004.
- Lisístrata. Traducció de Cristian Carandell. Martorell: Adesiara, 2010.[1]

## Obres basades en laLisístratagrega
- El 2002, es va estrenar la pel·lícula Lisístrata, una comèdia dirigida per Francesc Bellmunt i Moreno i protagonitzada per Maribel Verdú, basada en la Lisístrata d'Aristòfanes.

## Representacions als Països Catalans

### Curiositats
- A Barcelona, actors i actrius van fer una lectura teatralitzada d'aquesta obra com a queixa contra la participació d'Espanya, amb els Estats Units d'Amèrica i el Regne Unit, a la invasió d'Irak.

## Altres obres d'Aristòfanes
- Els acarnesos
- Els cavallers
- Els núvols
- Les vespes
- La Pau
- Els ocells
- Plutus
- Tesmofòries
- Les granotes
- Les assembleistes